# Чоран, Эмиль Мишель
Эмиль Мишель Чора́н (рум. Emil Michel Cioran; 8 апреля 1911 года, Решинари, Австро-Венгрия, ныне Румыния — 20 июня 1995 года, Париж) — румынский и французский мыслитель-эссеист.

## Биография
Родился в трансильванском селе Решинари, принадлежавшем тогда Австро-Венгрии и позже вошедшем в состав румынского жудеца Сибиу. Сын православного священника, учился в немецкой школе. Окончил факультет филологии и философии Бухарестского университета, где сблизился с Мирчей Элиаде и Эженом Ионеско, мировоззрение их кружка сложилось под сильным воздействием немецкого культур-пессимизма и философии жизни (Шопенгауэр, Ницше, Людвиг Клагес). С 1932 года Чоран начал публиковаться в румынской прессе, выступал с резкой критикой румынского провинциализма, лозунгами возрождения нации, надеждами на харизматического вождя, симпатией к итальянскому фашизму и немецкому нацизму. В 1933—1934 годах по стипендии Фонда Гумбольдта занимается в Берлинском университете Фридриха-Вильгельма и Мюнхенском университете имени Людвига Максимилиана, в 1935 году возвращается в Румынию, преподаёт в провинциальном лицее. Первые книги пессимистической философской эссеистики написаны по-румынски. В 1937 году по стипендии Института Франции в Бухаресте Чоран уезжает в Париж, посещает семинары по философии в Сорбонне, путешествует по Франции, Испании, Великобритании — пешком и на велосипеде. Осенью 1940 года возвращается в Румынию, в апреле 1941 года вновь уезжает в Париж, на сей раз навсегда. Годы гитлеровской оккупации провёл в Париже. После войны решил остаться во Франции и перейти на французский язык, полностью порвав с прежним националистическим образом мысли.
Книги афоризмов и эссе Чорана, написанные на французском, полны разочарованием в европейской цивилизации, мрачным скепсисом, неверием в прогресс и, вместе с тем, острым анализом ходячих предрассудков и исторических иллюзий, безжалостностью к себе и к человеку в целом. Живущий в обстановке крайней бедности, сторонящийся известности, нелюдим, он отказался практически ото всех премий, которые ему присуждали. Чоран встречался лишь с узким кругом избранных друзей, но к концу 1960-х годов приобрёл у нонконформистской молодёжи Франции, Испании, ФРГ, Северной и Латинской Америки славу своеобразного «пророка нигилистической эпохи». Его книги переводятся на многие языки, признание возвращается к нему даже в Румынии. Однако после 1987 года, когда его книга «Признания и проклятия» приобрела шумный успех и даже стала бестселлером, Чоран практически ничего больше не написал.
Умер 20 июня 1995 года в Париже от последствий болезни Альцгеймера, похоронен на кладбище Монпарнас.
Посмертно опубликованы записные книжки писателя (записи прекратились в 1972 году); остаются ненапечатанными дневники, которые он вёл с 1972 года.

## Образ в музыке и литературе
Камерное сочинение «Hommage à Cioran» для 6 инструментов (1992 год) принадлежит Мишель Реверди. Чоран — главный герой драмы живущего во Франции румынского писателя Матея Вишнека «Парижская мансарда с видом на смерть» (2007). В 2011 году вышла книга поэта Владимира Бауэра под названием «Terra Ciorani» (пер. — «Земля Сиорани»). СПб.: Центр актуального искусства, Издательство журнала «Звезда», RK-Publishing. Каждое стихотворение автора снабжено эпиграфом из Эмиля Чорана.

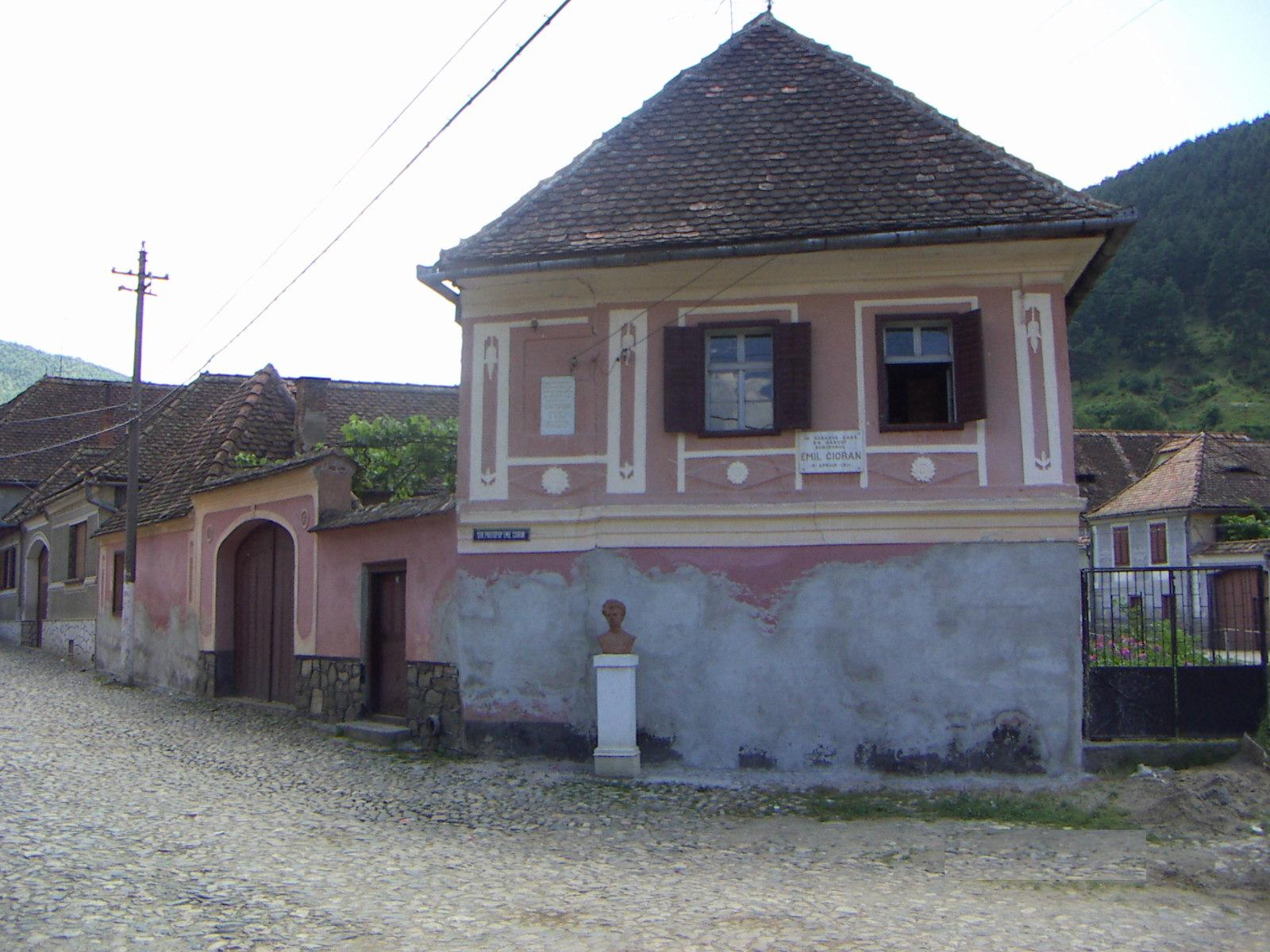
Дом Эмиля Чорана в его родном селе

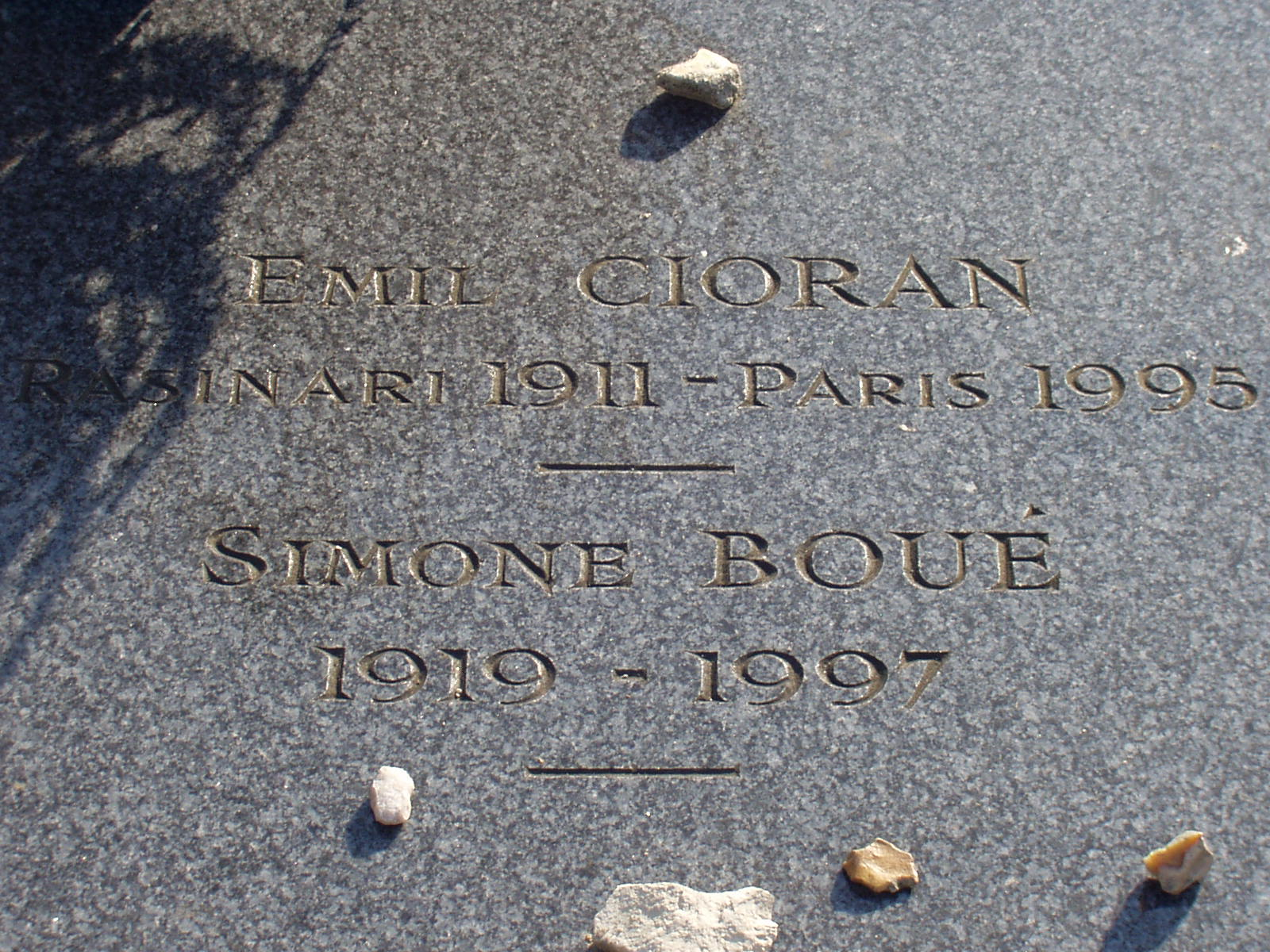
Надгробие Чорана на кладбище Монпарнас

## Главные сочинения
- «На вершинах отчаяния» (1934, на румынском языке)
- «Слёзы и святые» (1937, на рум. яз.)
- «Краткая история распада» (1949, на франц. яз., премия имени Ривароля (фр.), на нем. язык книгу перевёл Пауль Целан)
- «Горькие силлогизмы» (1952)
- «Искушение существованием» (1956)
- «История и утопия» (1960)
- «Злой Демиург» (1969)
- «Очерк реакционной мысли. О Жозефе де Местре» (1977)
- «Упражнения в славословии» (1986)
- «Признания и проклятия» (1987)
- «Одиночество и судьба» (опубликовано в 2004 году)
- «Упражнения в отрицании» (опубл. 2005)
- «Чарон» (опубл. 2005/2021)

## Основные издания
- Oeuvres. Paris: Gallimard, 1995 (включая 5 румынских книг в переводах на французский)
- Cahiers 1957—1972. Paris: Gallimard, 1997
- Cahier de Talamanca. Paris: Mercure de France, 2000

## Книги на русском языке
- Чоран, Э. М. После конца истории: Философская эссеистика / Пер. Б. Дубина, Н. Мавлевич, А. Старостиной. — СПб: Симпозиум, 2002. — 544 с.
- Сиоран. Искушение существованием / Пер. с фр., пред. В. А. Никитина; ред., примеч. И. С. Вдовиной. — М.: Республика; Палимпсест, 2003. — (Мыслители XX века). — 431 c. ISBN 5-250-01864-5
- Чоран, Э. М. Признания и проклятия / Пер. с франц. О. Акимовой. — СПб: Симпозиум, 2004. — 206 c. ISBN 5-89091-184-4 (ошибоч.)
- Сиоран, Э. М. Горькие силлогизмы. — М.: Эксмо; Алгоритм, 2008. — 368 c. ISBN 978-5-699-31116-3
- Чёран Э. Преображение Румынии. — М.: Тотенбург, 2024. — 352 с. Перевод с румынского и французского  — Гранин Р.С. Твёрдый переплёт.
- Чёран Э. На вершинах отчаяния. — М.: Тотенбург, 2025. — 176 с. Перевод с румынского — Роман Гранин. Твёрдый переплёт.
- Чёран Э. Чёрный дневник (1957 – 1964) Том 1. — М.: Тотенбург, 2025. — 382 с. Перевод с французского — Р.С. Гранин. Твёрдый переплёт.
- Чёран Э. Чёрный дневник (1957–1972). Издание в четырех томах. Том II (1965–1967). — М.: Тотенбург, 2025. — 438 с. Перевод с французского — Р.С. Гранин. Твёрдый переплёт.

## Лекция об Эмиле Чоране
Доклад к.ф.н. Р.С. Гранина, посвященный биографии культового румыно-французского философа Эмиля Чёрана (1911–1995), прочитанный в рамках Дней франкофонии в Консульстве Франции при поддержке Консульства Румынии в Санкт-Петербурге 28 марта 2025 года.

## Отдельные публикации на русском языке
- Чоран, Э. М. Соблазн разочарования / Пер. И. Хадикова // Митин журнал. — 1998. — Вып. 56. — С. 300—307.
- Чоран, Э. М. «Страдание» (Отрывок из работы «Печаль бытия») // Пер. с рум. А. Бовдунова
- Чоран, Э. М. «Энтузиазм как форма любви» (Отрывок из книги «На вершинах разочарований») // Пер. с рум. А. Бовдунова